# Базилика (титул)

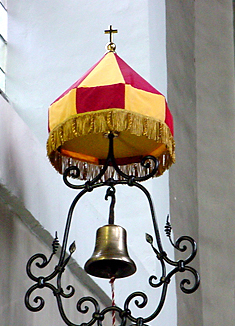
Тинтиннабулум и умбракулум — инсигнии базилики

Базилика — в католицизме титул для особых храмов. Он присваивается папой римским.
Различают несколько степеней:
- Храм с папской кафедрой в Риме, Латеранская базилика имеет титул «архибазилика».
- Высшие по рангу 4 храма в католицизме называются «великая базилика», все они находятся в Риме.
- 12 храмов, которые непосредственно подчиняются папе, называются «папскими базиликами».
- Базилики католических епископов латинского обряда, носящих титул патриарха, называются «патриархальная базилика». Существует три таких базилики.
- Свыше 1500 храмов во всём мире, прежде всего соборы и паломнические храмы, носят титул «малой базилики».